# Nicéphore Phocas l'Aîné
Nicéphore Phocas l'Aîné (en grec : Νικηφόρος Φωκάς) (vers 830 - vers 896) fut l'un des plus grands généraux au service de l'empereur byzantin Basile Ier, ainsi que le premier membre important de la famille des Phocas. Alors qu'il est jeune, il rentre au sein de la suite personnelle de l'empereur Basile Ier, grimpant rapidement au sein de la hiérarchie, jusqu'aux postes de protostrator puis de gouverneur du thème de Charsianon, où il combat avec succès contre les Arabes. Vers 886, il conduit une grande expédition dans le Sud de l'Italie, où ses victoires posent les bases du sursaut byzantin dans la région. Après son retour, il est élevé au poste de domestique des Scholes (général en chef des armées) où il remporte des succès contre les Arabes en Orient et contre les Bulgares de Siméon dans les Balkans. Il meurt probablement vers 895-896 ou vers 900. Les historiens de l'époque et modernes célèbrent son caractère et ses réussites militaires ; deux de ses fils lui succèdent par la suite comme domestique des Scholes. Ses petits-fils Nicéphore et Léon se distinguent en tant que généraux, le premier devenant empereur de 963 à 969, reprenant plusieurs provinces aux Arabes.

## Biographie

### Jeunesse
Nicéphore est le fils du fondateur de la famille des Phocas, nommé lui-même Phocas, qui est un natif de la Cappadoce,. Au cours de l'une des campagnes de Basile Ier, vers les années 870, le père de Nicéphore attire l'attention de l'empereur et est élevé au rang de tourmarque. Au même moment, Nicéphore, qui est encore jeune, rentre au sein de la cour impériale et est rapidement nommé dans le corps des Manglabites. En outre, il participe peut-être à la campagne de Basile de 873 contre Samosate.
Peu après, avant 878, Nicéphore est promu au rang de protostrator et reçoit de l'empereur son propre palais dans les environs de l'église de Saint-Thecla. Finalement, il est élevé au poste de gouverneur militaire du thème de Charsianon, un poste où il remporte plusieurs succès contre les Arabes,.

### Général dans le Sud de l'Italie

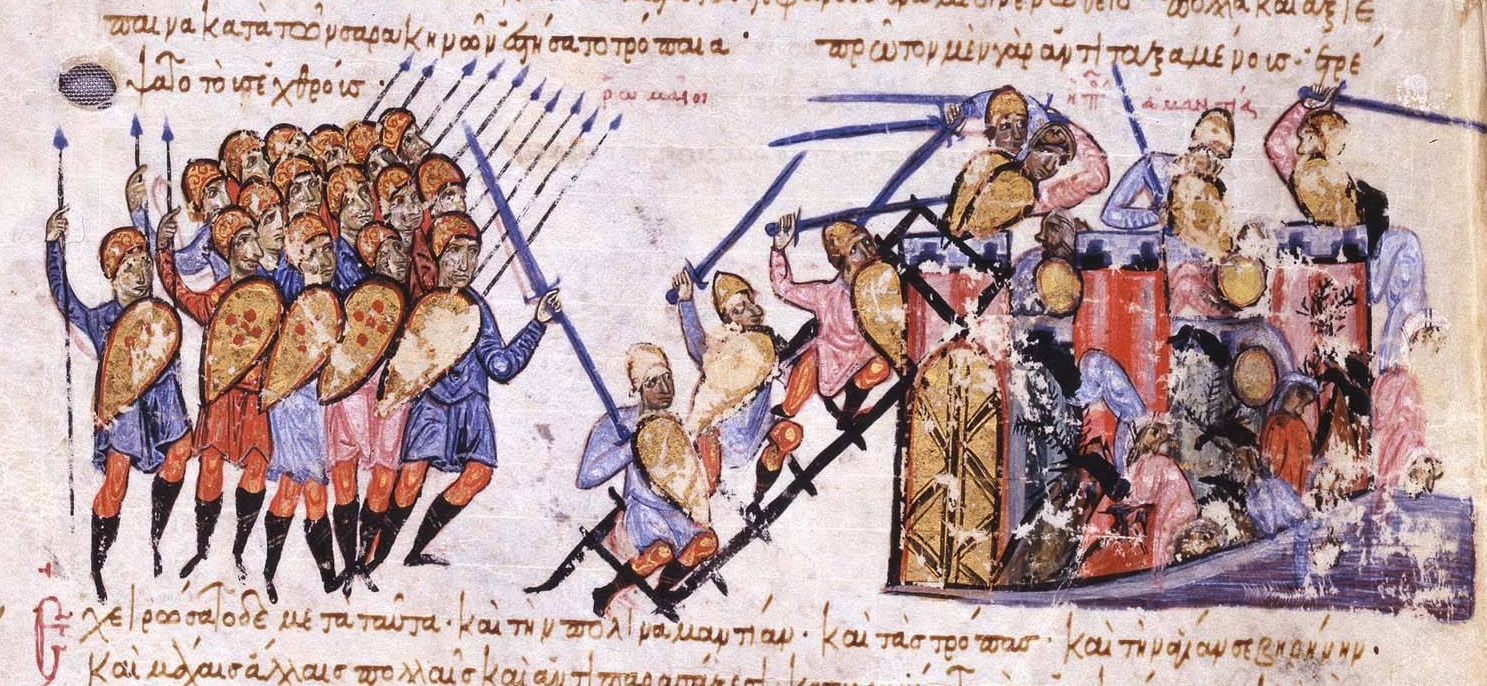
Prise d'Amantea par les Byzantins dirigés par Nicéphore Phocas. Illustration tirée de la Chronique de Skylitzès de Madrid.

Nicéphore conserve son poste au Charsianon jusqu'à sa nomination comme commandant en chef (monostratège) dans le Sud de l'Italie, à la place d'Etienne Maxientos qui vient d'être vaincu par les Arabes. Cela intervient en 885 selon la chronologie traditionnelle,. Toutefois, il est probable qu'il ait été envoyé en Italie avant cette date, à la tête d'un détachement de troupes venant du Charsianon, que Théophane continué mentionne comme composante de la force expéditionnaire de Maxentios. En tant que monostratège, il commande les forces de plusieurs thèmes occidentaux (Thrace, Macédoine, Céphalonie, Longobardie et Calabre) mais Théophane continue rapporte aussi que Nicéphore reçoit des renforts supplémentaires des thèmes d'Asie mineure, dont un détachement de Pauliciens. Nicéphore reste en Italie jusqu'à son rappel à Constantinople après l'arrivée au pouvoir de Léon VI le Sage en 886. Toutefois, Shaun Tougher estime que Nicéphore est envoyé en Italie seulement après l'accession au trône de Léon VI, car celui-ci s'attribue le mérite de l'envoi de Nicéphore dans la région. Son retour à Constantinople pourrait donc intervenir en 887.
Byzance est restée absente des affaires de l'Italie du sud pendant près d'un siècle mais l'arrivée au pouvoir de Basile le Macédonien change la donne. À partir de 868, la flotte impériale et la diplomatie sont utilisées pour mettre fin aux raids arabes dans la mer Adriatique, rétablir la domination byzantine sur la Dalmatie et accroître le contrôle byzantin sur certaines régions de l'Italie. Otrante est reconquise en 873, puis Bari en 876. Selon les sources byzantines, lors de sa présence en Italie, Nicéphore reprend plusieurs villes tenues par les Arabes depuis plusieurs années, dont Tarente, Bari, Santa Severina, Reggio de Calabre Taormine et Amantea, que Maxentios n'avait pu reprendre. C'est au moment du siège d'Amantéa qu'il aurait appris la mort de Basile mais il garde la nouvelle secrète jusqu'à ce qu'il parvienne à persuader la garnison arabe de se rendre. En Italie, il fait aussi en sorte de renforcer la position byzantine en installant de nombreux Arméniens dans la région. L'historien Jean Skylitzès rapporte que Nicéphore met fin aux abus contre la population locale, en mettant un terme à la pratique de certains soldats byzantins emportant des habitants locaux pour les vendre comme esclaves en Orient. Selon Skylitzès, la population locale l'honore en lui dédiant une église. Au moment de son départ, il a étendu l'autorité byzantine à la plupart de l'Apulie et de la Calabre. Ces succès sont poursuivis par ses successeurs et posent les bases du retour en force de Byzance dans le Sud de l'Italie, culminant avec la création du thème de Longobardie vers 892. Les régions d'Apulie, de Calabre et de Basilicate restent byzantines jusqu'au XIe siècle.

### Domestique des Scholes et guerre avec les Bulgares

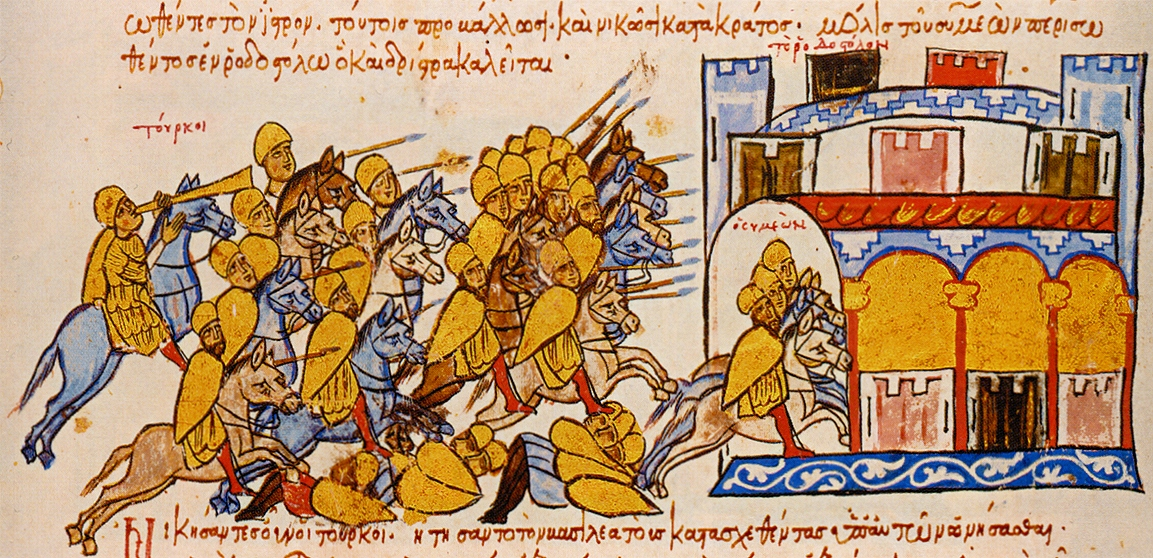
Les Magyars poursuivent les Bulgares à Dorystolon. Miniature issue du manuscrit de Skylitzès.

Grâce à ses succès en Italie, Nicéphore reçoit un accueil triomphal à son retour à Constantinople. Toutefois, il disparaît des sources jusqu'en 894, date à laquelle éclate une guerre avec la Bulgarie. Dans le même temps, il est promu au rang de patrice et nommé au poste de domestique des Scholes, soit le commandant en chef de l'armée byzantine, en remplacement d'André le Scythe,. En 895, il est envoyé contre les Bulgares à la tête d'une grande armée. En revanche, le détail des opérations est incertain. Il est possible que Nicéphore ait engagé les Bulgares lors d'une bataille, dans le cadre d'une invasion hongroise provoquée par les Byzantins ou bien que ce soient les actions de la marine byzantine sur le Danube qui aient forcé le tsar Siméon à demander une trêve,.
Cette campagne est la dernière où Nicéphore Phocas est mentionné car Syméon le Logothète affirme qu'il est mort vers 895-896. Sa mort encourage le tsar Siméon à reprendre les armes avec des succès dévastateurs contre Léon Katakalon, le successeur de Nicéphore,,. Toutefois, la chronique plus tardive de Nicéphore continué rapporte une autre histoire, selon laquelle Nicéphore tombe en disgrâce et est congédié de son poste après avoir refusé une alliance matrimoniale avec Stylianos Tzaoutzès, le puissant ministre de Léon VI. Par la suite, Nicéphore aurait été nommé stratège du Charsianon ou des Thracésiens, passant les dernières années de sa vie à combattre les Arabes, jusqu'à sa mort vers 900,,. Le Tactika de Léon VI et le De Velitatione mentionne des raids réussis sur les terres arabes de Cilicie conduits par Nicéphore, en représailles d'une attaque arabe contre la forteresse de Misthéia, dans le thème des Anatoliques. Tandis qu'il envoie les stratèges des Anatoliques et de l'Opsikion se confronter à l'invasion arabe, Nicéphore conduit ses troupes dans un raid aux alentours d'Adana, faisant de nombreux prisonniers et trompant les Arabes en revenant par un chemin, empêchant ses adversaires de lui barrer la route. Ce raid non daté est probablement intervenu avant ou juste après l'épisode de la guerre contre les Bulgares,.
Aucune conclusion définitive ne peut être tirée quant à la date de la mort de Nicéphore. Toutefois, la plupart des historiens modernes, comme Jean-Claude Chenet, doutent de la version de Théophane Continué. En effet, il est très peu commun qu'un ancien domestique des Scholes, poste parmi les plus prestigieux de la hiérarchie byzantine, soit nommé à un poste plus modeste comme celui de stratège d'un thème. En outre, la thèse selon laquelle Tzaoutzès aurait vu en Nicéphore un potentiel futur empereur, motivant sa volonté de le marier à l'une de ses filles, est peu plausible,.

### Jugements de ses contemporains et famille

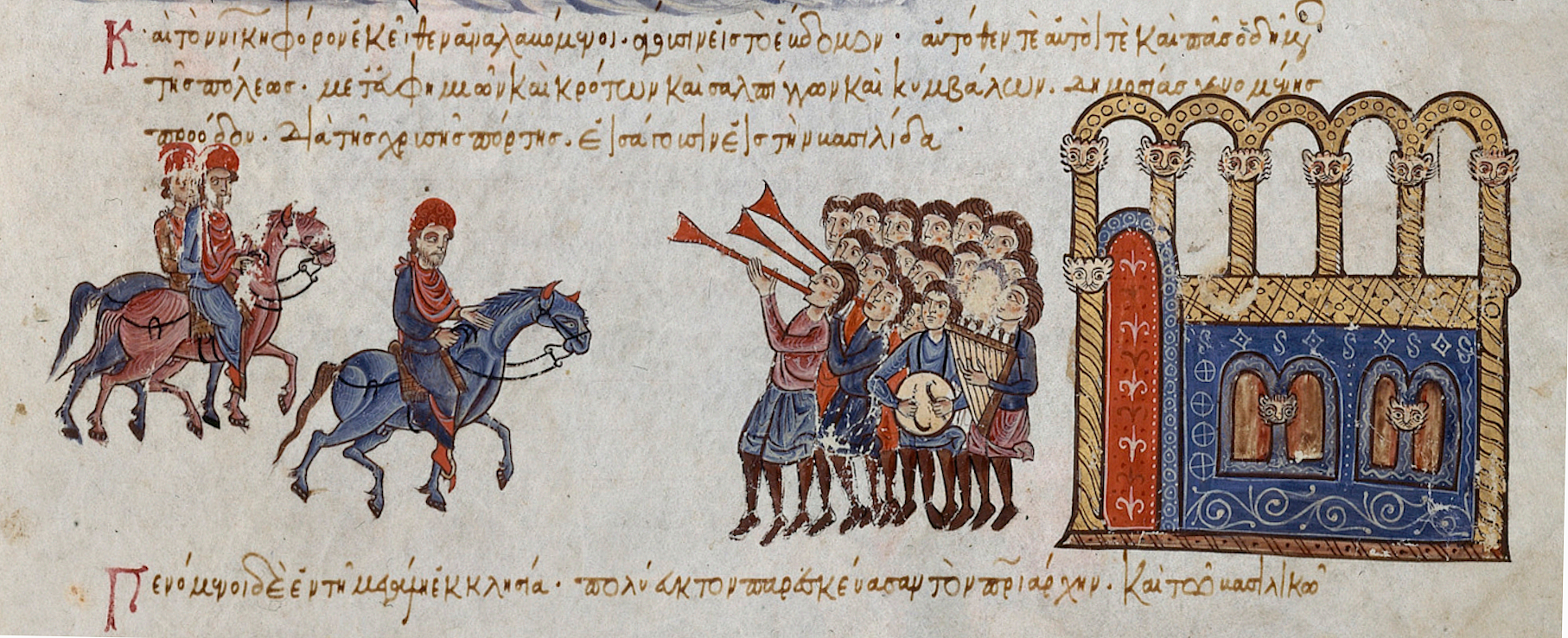
Nicéphore II Phocas rentrant à Constantinople comme empereur. Illustration issue du manuscrit de Skylitzès.

Selon tous les récits, Nicéphore Phocas est un général compétent. Léon VI loue ses talents militaires dans ses Tactika et il est crédité de l'invention d'une arme pour contrer la cavalerie, durant sa campagne contre les Bulgares, consistant en un pieu pointu et planté dans le sol. Skylitzès le considère comme un homme brave et prudent, pieux et juste envers les hommes.
Nicéphore est le père de Bardas Phocas l'Ancien et Léon Phocas, qui deviennent tous les deux domestiques des Scholes, de même que deux de ses petits-fils, Nicéphore et Léon Phocas le Jeune, le premier devenant empereur de 963 à 969. Tant Léon que Nicéphore II remportent des succès importants contre les Arabes, Nicéphore parvenant à reconquérir la Crète, Chypre, la Cilice et Antioche,.